# Södertälje SK (fotboll)
Södertälje SK var fotbollssektionen inom Södertälje SK från Södertälje i Södermanland aktiv 1902-1975. Klubben bildades den 22 februari 1902 eller rättare sagt bytte namn från Södertälje Idrottsklubb till Södertälje Sportklubb med grenar som fotboll gymnastik, allmän idrott, dragkamp och skridsko på programmet. 1907 bildades en bandysektion, och under 1910- och 1920-talen var klubben framgångsrik inom cykelsporten. I januari och februari 1925 började man träna och spela Ishockey, en sport som numera är den största klubben utövar, vid sidan av finns konståkning och skridskoskola. Fotbollssektionen deltog i seriespel senast 1974, året därpå slogs sektionen samman med BK Star och bildade Södertälje FF. Lagets dräkt bestod av blå tröja och vit byxa, utom säsongerna 1932/1933 (lila tröja, vit byxa) och 1933/1934 (röd tröja, blå byxa).
SSK var staden Södertäljes främsta fotbollslag under huvuddelen av sin existens. Föreningen debuterade i gamla division II (motsvarar dagens Superettan) säsongen 1954/1955 men blev jumbo och åkte ur direkt. Först vid föreningens tredje försök i division II, 1965, klarade klubben nytt kontrakt för första gången. Inalles spelade SSK åtta säsonger i division II, senast 1971. Föreningens sista insats kom att bli en åttonde plats i Div. III Nordöstra Götaland 1974 (BK Star åkte ur samma serie). Till säsongen 1975 ersattes de bägge föreningarna av Star/SSK, från 1976 benämnd Södertälje FF. Denna förening nådde som bäst tredje högsta divisionen och försattes i konkurs 1993.

## Tabellplaceringar
| Säsong    | Serie                        | Placering | Anmärkning                                        |
| --------- | ---------------------------- | --------- | ------------------------------------------------- |
| 1925      | Sörmlandsserien              | 6         |                                                   |
| 1926/1927 | Div. III Östsvenska          | 6         |                                                   |
| 1927/1928 | Div. III Östsvenska          | 2         |                                                   |
| 1928/1929 | Div. III Östsvenska          | 1         |                                                   |
| 1929/1930 | Div. III Östsvenska          | 5         |                                                   |
| 1930/1931 | Div. III Östsvenska          | 11        |                                                   |
| 1931/1932 | Östra distriktsserien        | 1         |                                                   |
| 1932/1933 | Östsvenska serien div. II    | 2         |                                                   |
| 1933/1934 | Östsvenska serien div. II    | 1         | uppflyttad                                        |
| 1934/1935 | Div. III Östsvenska          | 9         | nedflyttad                                        |
| 1935/1936 | Östsvenska serien div. II    | 9         | nedflyttad                                        |
| 1936/1937 | Östra distriktsserien        | 1         | uppflyttad                                        |
| 1937/1938 | Sörmlandsserien              | 2         |                                                   |
| 1938/1939 | Sörmlandsserien              | 4         |                                                   |
| 1939/1940 | Sörmlandsserien              | 1         | uppflyttad                                        |
| 1940/1941 | Div. III Östsvenska södra    | 7         |                                                   |
| 1941/1942 | Div. III Östsvenska södra    | 5         |                                                   |
| 1942/1943 | Div. III Östsvenska södra    | 9         | nedflyttad                                        |
| 1943/1944 | Sörmlandsserien              | 2         |                                                   |
| 1944/1945 | Sörmlandsserien              | 1         | uppflyttad                                        |
| 1945/1946 | Div. III Centralserien Norra | 5         |                                                   |
| 1946/1947 | Div. III Centralserien Södra | 3         | nedflyttad p.g.a. serieomläggning                 |
| 1947/1948 | Norra Mellansvenska serien   | 2         |                                                   |
| 1948/1949 | Norra Mellansvenska serien   | 2         |                                                   |
| 1949/1950 | Norra Mellansvenska serien   | 3         | BK Star vann serien                               |
| 1950/1951 | Östsvenska serien            | 6         |                                                   |
| 1952/1953 | Östsvenska serien            | 5         | BK Star slutade sist                              |
| 1953/1954 | Div. III Östra Svealand      | 1         | uppflyttad                                        |
| 1954/1955 | Div. II Svealand             | 10        | första säsongen på näst högsta nivån, nedflyttad  |
| 1955/1956 | Div. III Östra Svealand      | 4         |                                                   |
| 1956/1957 | Div. III Östra Svealand      | 3         |                                                   |
| 1957/1958 | Div. III Östra Svealand      | 5         |                                                   |
| 1959      | Div. III Östra Svealand      | 1         | uppflyttad                                        |
| 1960      | Div. II Svealand             | 12        | nedflyttad                                        |
| 1961      | Div. III Östra Svealand      | 7         |                                                   |
| 1962      | Div. III Östra Svealand      | 6         |                                                   |
| 1963      | Div. III Östra Svealand      | 8         |                                                   |
| 1964      | Div. III Östra Svealand      | 1         | uppflyttad                                        |
| 1965      | Div. II Svealand             | 9         | klarade nytt kontrakt i Div. II för första gången |
| 1966      | Div. II Svealand             | 7         |                                                   |
| 1967      | Div. II Svealand             | 11        | nedflyttad                                        |
| 1968      | Div. III Nordöstra Götaland  | 1         | uppflyttad                                        |
| 1969      | Div. II Svealand             | 9         |                                                   |
| 1970      | Div. II Svealand             | 9         |                                                   |
| 1971      | Div. II Svealand             | 9         | nedflyttad p.g.a. serieomläggning                 |
| 1972      | Div. III Östra Svealand      | 3         |                                                   |
| 1973      | Div. III Nordöstra Götaland  | 3         |                                                   |
| 1974      | Div. III Nordöstra Götaland  | 8         | BK Star slutade sist                              |